# Flower (bài hát của Jisoo)
"Flower" (được viết hoa tất cả chữ cái) (tiếng Hàn: 꽃; Romaja: Kkot; dịch nghĩa đen: "Bông Hoa") là đĩa đơn solo đầu tay của nữ ca sĩ người Hàn Quốc Jisoo và cũng là thành viên của nhóm nhạc Blackpink. Đĩa đơn được phát hành vào ngày 31 tháng 3 năm 2023 thông qua hãng YG Entertainment và Interscope với tư cách là đĩa đơn chủ đạo trong album đĩa đơn đầu tay sắp tới của cô "Me". Đây là một bài hát mang phong cách nhạc dance, pop và trap với nhịp độ trung bình kết hợp với giai điệu truyền thống của Hàn Quốc và cả nhạc Caribe có yếu tố, với lời bài hát nói về việc vượt qua với một mối quan hệ độc hại. Ca khúc được sáng tác bởi VVN, Stony Skunk, 24 và được sản xuất bởi Vince, Teddy Park, Stony Skunk và VVN, người cũng xử lý cho công việc sản xuất. Một video âm nhạc đi kèm do Han Sa-min làm đạo diễn và đã được phát hành cùng với đĩa đơn trên kênh YouTube của Blackpink.
"Flower" nhìn chung đã nhận được nhiều đánh giá tích cực từ các nhà phê bình âm nhạc, những người đã ca ngợi phần sản xuất lẫn ca từ tinh tế cũng như là giọng hát của Jisoo. Để quảng bá cho bài hát, Jisoo đã xuất hiện và biểu diễn cho ca khúc tại chương trình âm nhạc Inkigayo của Hàn Quốc. Vào ngày 5 tháng 4, Jisoo đã giành được chiến thắng đầu tiên trên chương trình âm nhạc Show Champion chỉ 5 ngày sau khi phát hành đĩa đơn. Bài hát đã tiếp tục nhận được 9 lần chiến thắng trên các chương trình âm nhạc bao gồm Show Champion, M Countdown, Music Bank, Show! Music Core, và Inkigayo., giành được "triple crown" tại 2 show âm nhạc (Show Champion và Inkigayo)
"Flower" đã thành công về mặt thương mại khi đạt ở vị trí thứ 2 trên bảng xếp hạng Billboard Global 200, trở thành bài hát đầu tiên của Jisoo lọt vào top 10 trên bảng xếp hạng này. Tại Hàn Quốc, bài hát đã ra mắt ở vị trí đầu bảng trên bảng xếp hạng South Korea Songs của Billboard và vị trí thứ 2 trên bảng xếp hạng Circle Digital Chart. Bài hát cũng đã đạt được 2 kỷ lục khi trở thành bài hát có thứ hạng cao nhất và cũng là bài hát của một nữ nghệ sĩ solo Hàn Quốc đầu tiên lọt vào top 40 trên cả 3 bảng xếp hạng UK Singles Chart, NZ Singles Chart và Canadian Hot 100. Bài hát đã đứng ngôi đầu bảng xếp hạng ở các quốc gia bao gồm Singapore, Malaysia, Đài Loan, Việt Nam và Hồng Kông, đồng thời lọt vào top 10 ở Hungary, Indonesia, MENA và Philippines.

## Bối cảnh
Sau khi thành viên cùng nhóm Jennie đã phát hành đĩa đơn "Solo" (2018), Rosé với album R (2021) Lisa với album Lalisa (2021), mọi sự chú ý bắt đầu đổ dồn về phía Jisoo khi cô là thành viên cuối cùng của Blackpink chưa ra mắt với tư cách là một nghệ sĩ solo. Vào ngày 2 tháng 1 năm 2023, YG Entertainment đã chính thức xác nhận rằng Jisoo đang trong quá trình thu âm cho album đĩa đơn của cô và cũng đã hoàn thành việc quay các buổi chụp ảnh bìa cho album.

## Sáng tác
Ca khúc "Flower" được viết bởi Vince, Teddy Park, Stony Skunk và VVN và được sáng tác bởi Stony Skunk, VVN cùng với 24, người cũng đảm nhận công việc sản xuất. Đây là một bài hát mang phong cách nhạc dance, pop và cả nhạc trap với nhịp độ trung bình kết hợp với giai điệu truyền thống của Hàn Quốc và các yếu tố của nhạc Caribe. Ca khúc được làm nổi bật với những thanh trầm "đặc biệt", cách sắp xếp tối giản, ca từ thơ mộng và cả "giọng hát độc đáo của Jisoo". Lời bài hát nói về việc phải vượt qua một mối quan hệ độc hại, "không để lại gì ngoài mùi hương của thực vật". Từ "Flower" được sử dụng như một phép ẩn dụ để diễn tả nỗi lòng của người ca sĩ, phù hợp với lời bài hát như "Không còn gì chỉ còn mùi hương hoa". Cuối cùng, "những bông hoa tự nở" khi các nhân vật chính rời bỏ những mối quan hệ độc hại và trở về với chính cô, với câu "Mùa xuân đến và chúng ta nói lời tạm biệt". Về mặt ký hiệu âm nhạc, bài hát được viết ở cung La thứ với nhịp độ 124 nhịp một phút. 

## Phát hành
Vào ngày 21 tháng 2, phía công ty YG đã tiết lộ rằng việc quay video âm nhạc cho cô đang được tiến hành ở một địa điểm bí mật ở nước ngoài, với kinh phí sản xuất cao nhất mà họ từng đầu tư trong một video âm nhạc của Blackpink. Vào ngày 5 tháng 3, bức ảnh teaser đầu tiên đã được đăng tải lên các tài khoản mạng xã hội của Blackpink, xác nhận rằng dự án solo của Jisoo sẽ được phát hành vào ngày 31 tháng 3 năm 2023. Vào ngày 19 tháng 3, đĩa đơn chủ đạo của album cũng đã được xác nhận mang tên là "Flower" với một áp phích giới thiệu bao gồm với tựa đề được viết bằng dạng hangul trong hình dạng của một bông hoa. Vào ngày 28 tháng 3, teaser chính thức cho video âm nhạc của đĩa đơn cũng đã được phát hành. "Flower" đã được phát hành theo định dạng tải kỹ thuật số và phát trực tuyến với tư cách là đĩa đơn chủ đạo từ album Me vào ngày 31 tháng 3 năm 2023 qua hãng YG Entertainment.

## Đánh giá chuyên môn
Rhian Daly từ tờ NME đã ca ngợi chất thơ trữ tình cũng như phần sản xuất mới của "Flower", gọi đây là một trong những bài hát K-pop hay nhất năm nay. Daly lưu ý rằng bài hát đã thành công trong việc "kết hợp sự sang trọng cùng với tính sáng tạo và các yếu tố của quá trình sản xuất hiện đại với âm hưởng truyền thống". Viết từ tờ Rolling Stone, Tim Chan đã ca ngợi về phần "quá trình sản xuất chỉn chu" của bài hát cũng như là giọng hát tự tin của Jisoo, điều mà anh cảm thấy đã làm cho lời bài hát mang lại cảm giác rất riêng cũng như thu hút sự chú ý của người nghe. Samantha H. Chung từ tờ The Harvard Crimson đã gọi ca khúc "Flower" là một "màn ra mắt đạm chất sang trọng, thoải mái", với sự đánh giá cao về "đường rãnh tinh vi, trưởng thành" và những "câu luyến láy hấp dẫn", đồng thời cô khen ngợi về "sức hút ngầm" của Jisoo khi thể hiện ca khúc. Cô cảm thấy rằng ca khúc thứ hai, "All Eyes on Me" là một sự bổ sung mạnh mẽ giúp "thể hiện một khía cạnh khác của Jisoo đồng thời làm nổi bật giọng hát và phong cách đặc biệt cho cô ấy".

## Diễn biến thương mại
"Flower" đã ra mắt ở vị trí thứ 2 trên bảng xếp hạng Billboard Global 200 với khoảng hơn 108,7 triệu lượt phát trực tuyến và hơn 21.000 lượt tải xuống đã được bán trên toàn cầu, đánh dấu ca khúc solo đầu tiên của Jisoo lọt vào top 10 trên bảng xếp hạng. Bài hát đã giành được lượt phát trực tuyến lớn thứ ba của một nữ nghệ sĩ chỉ đứng sau thành viên cùng ban nhạc là Lisa với bài hát "Lalisa" và Olivia Rodrigo qua bài hát "Drivers License". Bài hát cũng đã ra mắt ở vị trí thứ 2 trên bảng xếp hạng Billboard Global Excl. U.S. với hơn 103,3 triệu lượt phát trực tuyến và hơn 16.000 lượt tải xuống được bán tại bên ngoài Hoa Kỳ, đánh dấu kỷ lục bài hát lọt top 10 đầu tiên của Jisoo trên bảng xếp hạng lần thứ hai. Đồng thời đưa Jisoo trở thành nữ nghệ sĩ solo thứ 3 của K-pop lọt vào top 10 trên bảng xếp hạng toàn cầu, chỉ đứng sau 2 thành viên cùng nhóm là Rosé và Lisa.
Tại Hàn Quốc, "Flower" đã ra mắt tại vị trí thứ 33 trong tuần phát hành thứ 13 (26 tháng 3 – 1 tháng 4) của bảng xếp hạng Circle, trong vòng chưa đầy 2 ngày. Trong tuần tiếp theo, bài hát đã tăng lên vị trí thứ 2 trong khoảng thời gian từ ngày 2 tháng 4 đến ngày 8 tháng 4, đánh dấu bài hát solo đầu tiên của cô lọt vào top 10. Tại Vương quốc Anh, "Flower" đã ra mắt ở vị trí thứ 38 trên bảng xếp hạng UK Singles Chart, trở thành bài hát có thứ hạng cao nhất và là ca khúc lọt vào top 40 đầu tiên của một nữ nghệ sĩ solo K-pop trên bảng xếp hạng. Tại New Zealand, bài hát đã ra mắt ở vị trí thứ 40 trên bảng xếp hạng NZ Singles Chart, trở thành bài hát lọt vào top 40 đầu tiên của một nữ nghệ sĩ solo Hàn Quốc. Tại Canada, bài hát đã ra mắt ở vị trí thứ 30 trên bảng xếp hạng Canadian Hot 100, trở thành bài hát K-pop có thứ hạng cao nhất của một nữ nghệ sĩ solo K-pop tại quốc gia này. Tại Hoa Kỳ, mặc dù "Flower" đã không ra mắt trên bảng xếp hạng Billboard Hot 100, nhưng đĩa đơn đã lọt vào bảng xếp hạng Bubling Under Hot 100 tại vị trí thứ 4 và giành được vị trí thứ 10 trên bảng xếp hạng Billboard Digital Song Sales và vị trí thứ 2 trên bảng xếp hạng Billboard World Digital Song Sales với hơn 6.000 lượt tải xuống đã được bán ra. Với những thành tích này, Jisoo đã trở thành một trong 5 nữ nghệ sĩ solo K-pop giành được top 10 bản hit trên bảng xếp hạng Digital Song Sales, đứng sau các thành viên cùng nhóm của cô là Rosé và Lisa cũng như là Youjeen và So-yoon.

## Video âm nhạc

### Phát hành
Video âm nhạc đi kèm cho ca khúc được Han Sa-min làm đạo diễn và được đăng tải lên kênh YouTube chính thức của Blackpink cùng ngày với thời điểm phát hành album đĩa đơn. Trước khi video âm nhạc được phát hành là đoạn clip giới thiệu cho video âm nhạc có độ dài khoảng 22 giây đã được phát hành hai ngày trước đó vào ngày 28 tháng 3.

### Nội dung

Một cảnh quay của video âm nhạc khi Jisoo và các vũ công phụ của cô uốn những cánh tay thành hình bông hoa màu hồng.

Video âm nhạc bắt đầu với khung cảnh nữ ca sĩ đang lang thang trong căn phòng khách sạn của mình, xung quanh toàn là nhiều loại hoa khác nhau. Sau khi có điều gì đó thu hút sự chú ý của cô, video đã chuyển sang “Chương 1: Ngày tiếp theo”, buổi sáng ngay sau khi cô chia tay. "Cô đi lang thang quanh tòa nhà trong một bộ váy cầu kỳ trong khi lại đang chìm đắm trong suy nghĩ", phản ánh về mối quan hệ của mình, mô tả nó như là một "tia lửa mà cô đơn giản là không thể xử lý được". Sau đó, cô tiếp tục chấp nhận sự tổn thương của mình khi cô "nở" sang một bông hoa đỏ và buông bỏ hoàn toàn con người của mình trong quá khứ. Tiếp theo là “Chương 2: Cùng thời điểm” và “Chương 3: Cùng một nơi”, giới thiệu một khía cạnh mới của nhân vật chính mà cô đã mở khóa, nơi cô "tượng trưng cho sự kết thúc đó bằng cách mặc một chiếc váy ren đen tang lễ và xé những chiếc vòng hoa hồng từ cổ cô ấy để biểu thị rằng cô ấy có toàn quyền kiểm soát".
Đoạn video hầu như chủ yếu ghi lại hành trình của Jisoo qua các chương khác nhau theo phong cách điện ảnh gợi liên tưởng đến một bộ phim.

### Phản hồi
Sau khi phát hành album, video âm nhạc của ca khúc đã đứng đầu danh sách Xu hướng toàn cầu trên YouTube của YouTube và thu được hơn 40 triệu lượt xem chỉ trong vòng 24 giờ, trở thành video được xem nhiều nhất trong 24 giờ của một nghệ sĩ K-pop vào năm 2023. Video đã tiếp tục vượt qua 100 triệu lượt xem chỉ trong vòng hơn 1 tuần. Vào ngày 5 tháng 4, một video luyện vũ đạo cho ca khúc cũng đã được phát hành. Trong video, Jisoo đã diện môt bộ váy trắng cầm hoa, đi cùng là hàng loạt vũ công phụ họa mặc đồ màu đen.

## Biểu diễn trực tiếp
Vào ngày 8 tháng 4, Jisoo đã biểu diễn trực tiếp cho ca khúc "Flower" lần đầu tiên trong buổi hòa nhạc của Blackpink tại Tokyo Dome như là một phần của chuyến lưu diễn Born Pink World Tour. Vào ngày 9 tháng 4 và ngày 16 tháng 4, cô đã biểu diễn đĩa đơn trên chương trình Inkigayo của đài SBS tại Hàn Quốc. "Flower" cũng đã được Jisoo biểu diễn như một phần trong danh sách tiết mục của Blackpink với tư cách là một tiết mục tiêu biểu của Lễ hội âm nhạc Coachella tại Indio, California vào ngày 15 tháng 4.

## Đội ngũ thực hiện
Đội ngũ thực hiện được ghi chú trên Melon.
| - Jisoo – hát chính, hát nền, sáng tác - Joe Rhee – viết ca từ - Stony Skunk – phối khí - Vivienne – viết ca từ, phối khí | - Teddy Park – viết ca từ - 24 – phối khí, hoàn chỉnh âm thanh, sản xuất - Zach Szydlo – phối khí, lập trình âm thanh |

## Bảng xếp hạng
| Bảng xếp hạng (2023)                        | Thứ hạng |
| ------------------------------------------- | -------- |
| Úc (ARIA)                                   | 33       |
| Canada (Canadian Hot 100)                   | 30       |
| Pháp (SNEP)                                 | 131      |
| Global 200 (Billboard)                      | 2        |
| Hy Lạp (IFPI)                               | 15       |
| Hồng Kông (Billboard)                       | 1        |
| Hungary (Single Top 40)                     | 4        |
| Ấn Độ (Billboard)                           | 12       |
| Ấn Độ (IMI International Singles)           | 13       |
| Indonesia (Billboard)                       | 2        |
| Ireland (IRMA)                              | 74       |
| Nhật Bản (Japan Hot 100)                    | 45       |
| Nhật Bản (Billboard Heatseekers)            | 1        |
| Nhật Bản (Oricon Streaming)                 | 44       |
| Lithuania (AGATA)                           | 61       |
| MENA (IFPI)                                 | 2        |
| New Zealand (Recorded Music NZ)             | 40       |
| Philippin (Billboard)                       | 4        |
| Singapore (RIAS)                            | 1        |
| Malaysia (Billboard)                        | 1        |
| Hàn Quốc (Circle)                           | 2        |
| Đài Loan (Billboard)                        | 1        |
| Thổ Nhĩ Kỳ (Billboard)                      | 24       |
| Anh Quốc (OCC)                              | 38       |
| Hoa Kỳ (Billboard Hot 100 Singles)          | 4        |
| Hoa Kỳ (Billboard World Digital Song Sales) | 2        |
| Việt Nam (Vietnam Hot 100)                  | 1        |

## Giải thưởng
| Chương trình     | Kênh      | Ngày phát sóng      | Nguồn  |
| ---------------- | --------- | ------------------- | ------ |
| Show Champion    | MBC Music | 5 tháng 4 năm 2023  | [ 62 ] |
| Show Champion    | MBC Music | 12 tháng 4 năm 2023 | [ 63 ] |
| Show Champion    | MBC Music | 26 tháng 4 năm 2023 | [ 64 ] |
| M Countdown      | Mnet      | 13 tháng 4 năm 2023 | [ 65 ] |
| Music Bank       | KBS       | 14 tháng 4 năm 2023 | [ 66 ] |
| Show! Music Core | MBC       | 15 tháng 4 năm 2023 | [ 67 ] |
| Inkigayo         | SBS       | 16 tháng 4 năm 2023 | [ 68 ] |
| Inkigayo         | SBS       | 30 tháng 4 năm 2023 |        |
| Inkigayo         | SBS       | 2 tháng 7 năm 2023  |        |

## Lịch sử phát hành
| Quốc gia | Ngày phát hành      | Định dạng                       | Hãng đĩa      | Nguồn  |
| -------- | ------------------- | ------------------------------- | ------------- | ------ |
| Toàn cầu | 31 tháng 3 năm 2023 | tải kỹ thuật số phát trực tuyến | YG Interscope | [ 69 ] |